# Улица Клейсту
Улица Клейсты (латыш. Kleistu iela) — улица в Курземском районе города Риги, в исторических районах Иманта, Клейсты и Болдерая. Пролегает на севере Иманты, в центре Клейстов и на западе Болдераи. Проходит через реку Хапакагравис.
Общая длина улицы Клейсты составляет 6410 метров. Застроена современными жилыми и коммерческими зданиями только в Иманте, а в Клейсте, и в Болдерае только леса, поля и холмы.

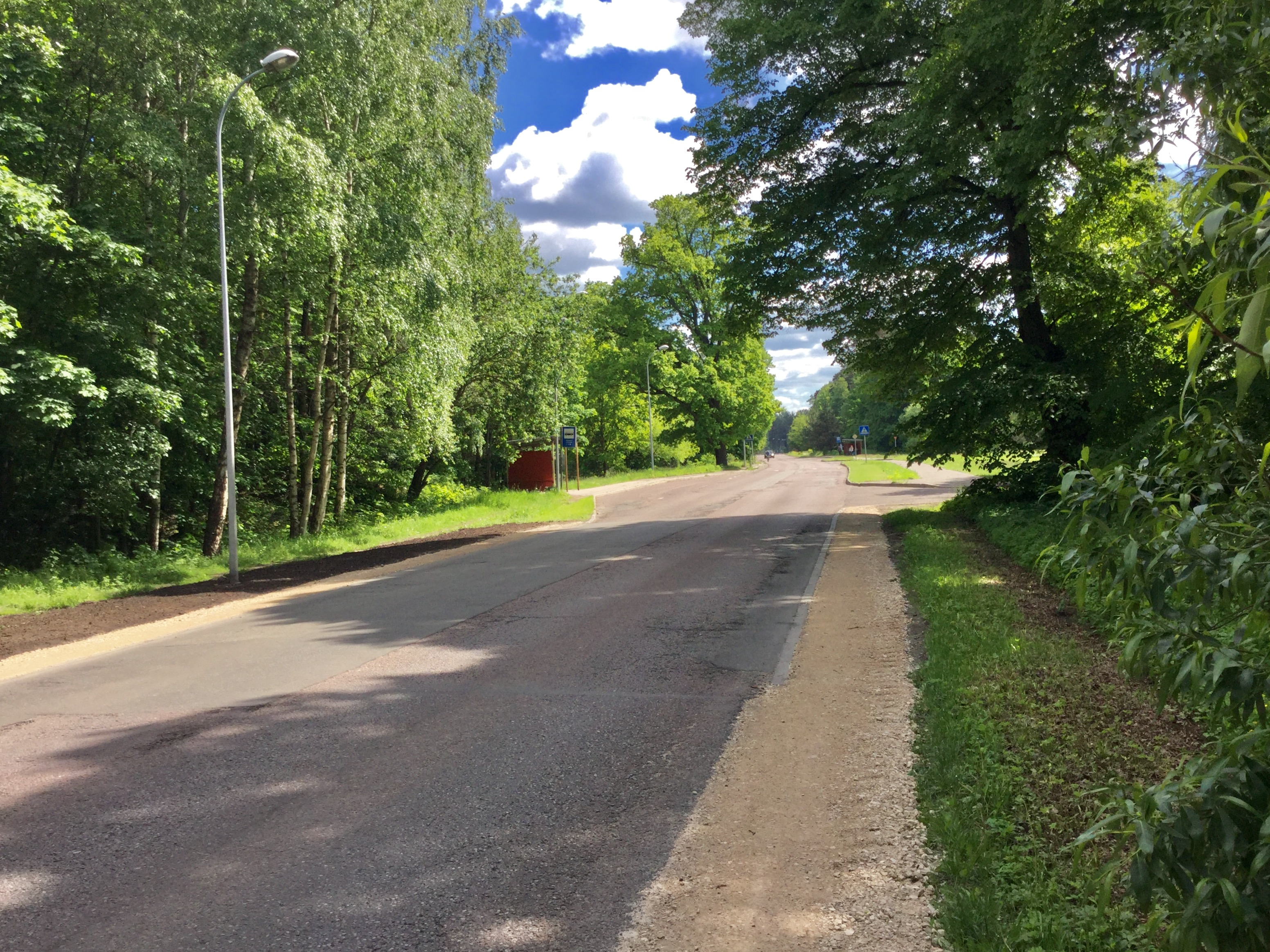
Улица Клейсту в районе Клейсты.

## История
До распада СССР улица называлась "улица Якоба Петерса".

## Транспорт

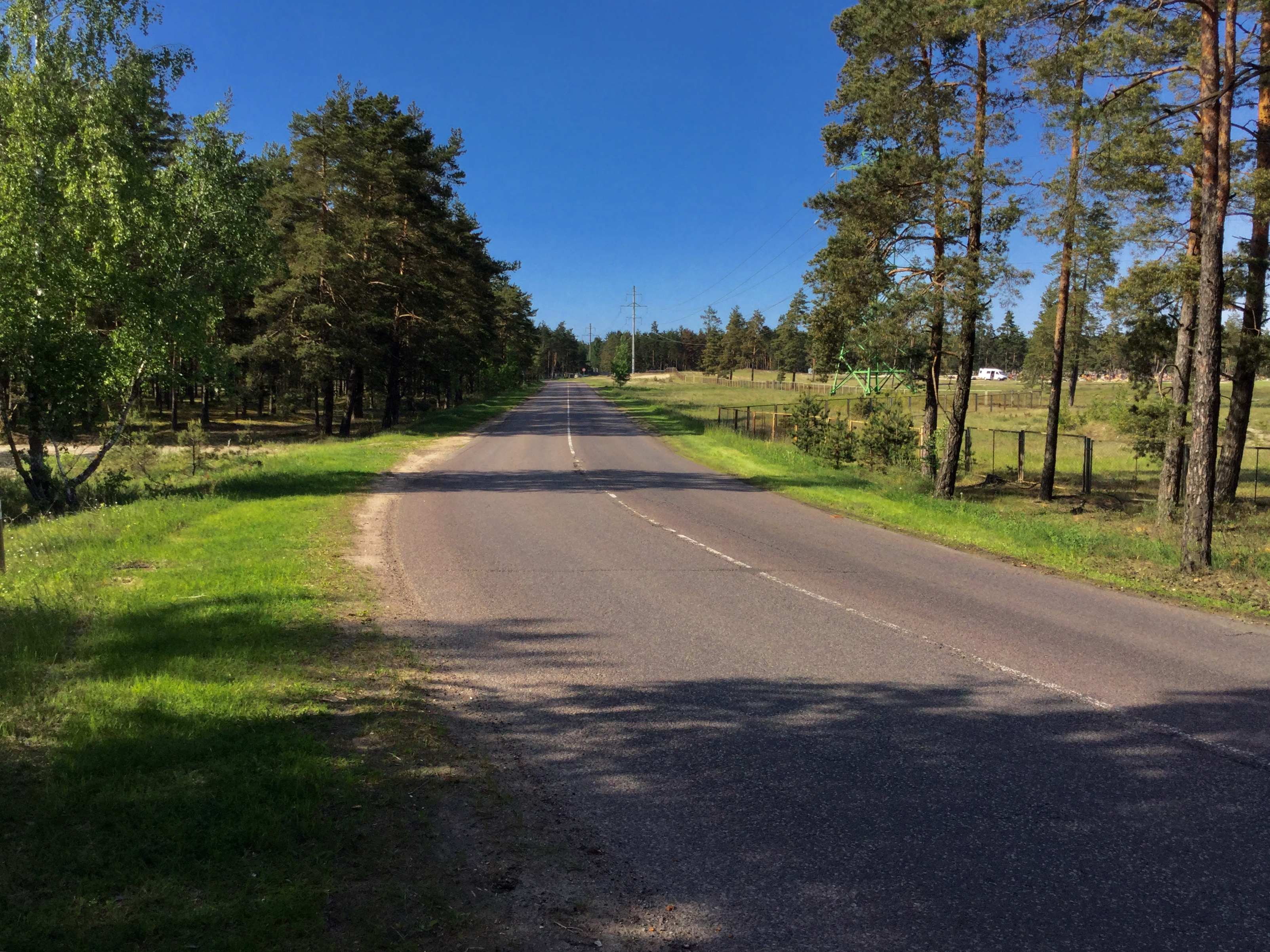
Улица Клейсту в районе Болдерая.

Автобус
- 13: Станция Бабите - Пречу 2
- 36: Иманта 5 — Булли
- 39: Клейсты — улица Абренес
- 56: Болдерая — Зиепниеккалнс

## Прилегающие улицы
Улица Клейсту пересекается со следующими улицами:

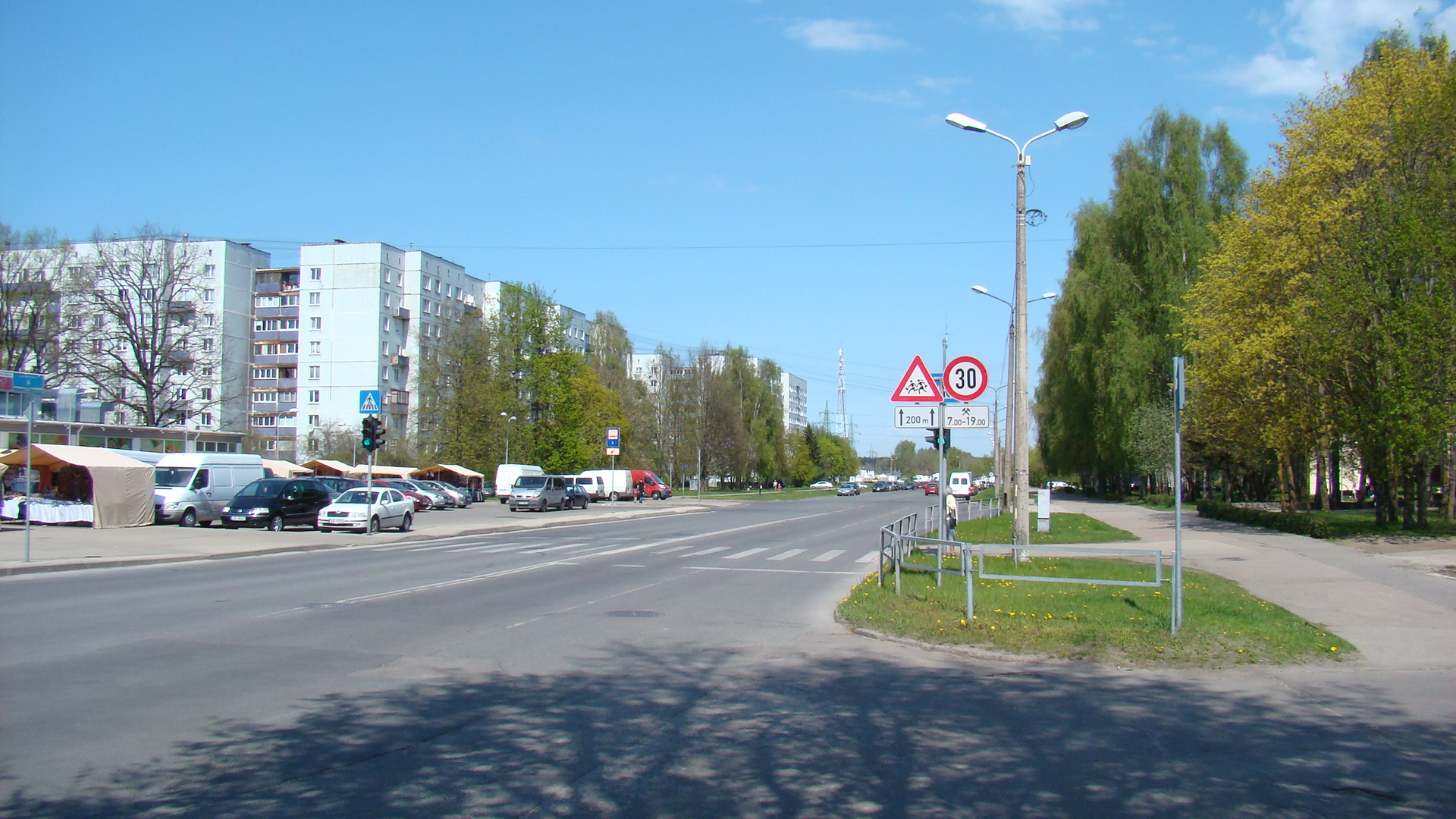
Улица Клейсту в районе Иманта.

- Бульвар Анниньмуйжас
- улица Слокас (Рига)
- улица Мазлепиу
- Улица Буллю
- Проспект Курземес